# Kaufhaus Schickedanz
Kaufhaus Schickedanz was een Duitse warenhuisketen uit het Duitse stadje Hersbruck. Het warenhuis is actief van 1946 tot 2011.  

## Geschiedenis
In 1946, na de Tweede Wereldoorlog, opende Grete Schickedanz, de vrouw van Gustav Schickedanz, een klein textielwinkel in Hersbruck, een stadje in de buurt van Fürth. Dit was het begin van het "Kaufhaus Schickedanz", dat later uitgroeide tot een belangrijk onderdeel van het familiebedrijf. Het was de eerste vestiging na de oorlog, en het diende als fundament voor de wederopbouw van het postorderbedrijf Quelle.
Het succes van Kaufhaus Schickedanz was nauw verbonden met de groei van Quelle. In de jaren 1950 en 1960 breidde het bedrijf zich uit, en de "Kaufhaus Schickedanz"-winkels werden belangrijke verkooppunten voor de producten die via de Quelle-catalogus werden aangeboden. Deze winkels waren niet alleen commercieel succesvol, maar ook een symbool van de naoorlogse welvaart en het economische herstel in Duitsland.
Nadat  het moederbedrijf Quelle in de vroege jaren 2000 in financiële problemen kwam, leidde dit tot de sluiting van verschillende vestigingen. In april 2009 werd Kaufhaus Schickedanz in Hersbruck gesloten, nadat het moederbedrijf Quelle failliet ging. Een paar maanden later, in juli 2009 werd het heropend nadat het pand werd gemoderniseerd en opnieuw ingericht. De heropening vond plaats onder leiding van Wolfgang Herbrig, een voormalig manager van Quelle, die het pand huurde van de familie Schickedanz.
In de daaropvolgende jaren kende het Kaufhaus Schickedanz verschillende eigenaarswisselingen en heropeningen. Na een periode van onzekerheid werd het pand in 2011 opnieuw geopend, ditmaal onder de naam "Modehaus am Markt", met een focus op mode. 